# Île Mackenzie King
L'île Mackenzie King fait partie de l'archipel arctique canadien dans les îles de la Reine-Elisabeth dans le Nord du Canada. Elle est située au nord de l'île Melville et au sud de l'île Borden. La majeure partie de l'île fait partie des Territoires du Nord-Ouest tandis que son extrémité orientale fait partie du Nunavut. La frontière suit le 110e méridien ouest.

## Géographie

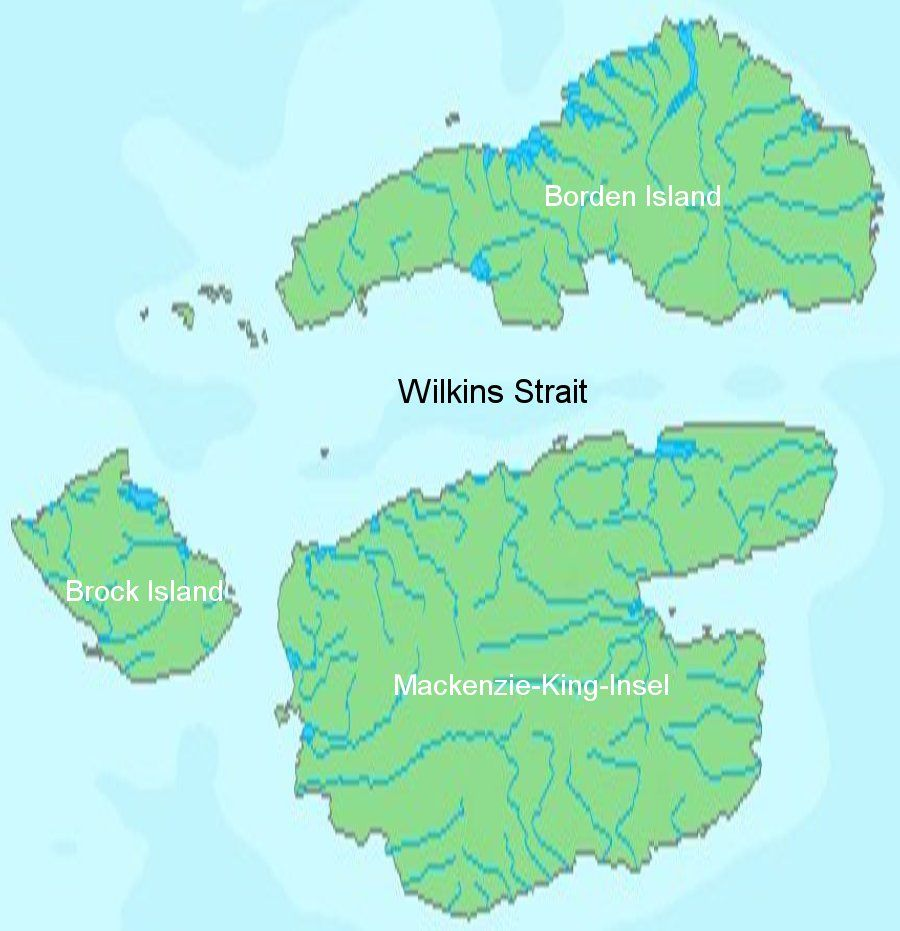
L'île Mackenzie King avec l'île Brock à l'ouest et l'île Borden au nord

L'île Mackenzie King a une superficie de 5 048 km2 ; ce qui en fait la 115e plus grande île au monde et la 26e plus grande île au Canada.

## Histoire
L'île fut découverte par Vilhjalmur Stefansson en 1915. Elle fut nommée plus tard en l'honneur de William Lyon Mackenzie King.